# Thomas Schmiecher
Thomas Schmiecher (* 15. April 1960) ist ein ehemaliger deutscher Fußballspieler. In der höchsten Spielklasse des DDR-Fußballs, der Oberliga, spielte er für den FC Carl Zeiss Jena und die BSG Sachsenring Zwickau.

## Sportliche Laufbahn
Seine ersten überregionalen Spiele im Männerbereich absolvierte Thomas Schmiecher im Alter von 18 Jahren mit der Betriebssportgemeinschaft (BSG) Wismut Gera in der zweitklassigen Liga. Beim Oberligaabsteiger kam er 1978/79 in zwölf der 22 Partien um Punkte zum Einsatz. Dabei stand er in neun Begegnungen in der Startelf, spielte hauptsächlich im Mittelfeld und kam zu einem Torerfolg. 1979/80 wurde er 15-mal in den Punktspielen aufgeboten, Trainer Matthias Heymann fand für Schmiecher jedoch keine Stammposition, sodass dieser ständig zwischen Mittelfeld und Abwehr pendeln musste. Als Staffelsieger beteiligte sich die BSG Wismut an den Aufstiegsspielen zur Oberliga, scheiterte aber als Vierter unter fünf Bewerbern. In den acht Spielen wurde Schmiecher sechsmal eingesetzt. In der Spielzeit 1980/81 absolvierte Schmiecher in der Hinrunde nur vier Punktspiele, da er im November 1980 zum Wehrdienst in die Nationalen Volksarmee eingezogen wurde. Nach seiner Entlassung kehrte Schmiecher zu Beginn der Saison 1982/83 wieder zu Wismut Gera zurück und verpasste nur ein Ligaspiel. Erneut spielten die Geraer um den Oberligaaufstieg mit, verpassten diesen aber wieder. Schmiecher bestritt sieben der acht Qualifikationsspiele. Unter dem neuen Trainer Hans Speth hatte Schmiecher als Libero nun auch seine Stammposition gefunden. Auf dieser wurde er aber schon in der Saison 1983/84 durch Michael Klammt abgelöst, spielte deshalb zunächst im Mittelfeld und später in der zentralen Abwehr.
Zur Saison 1984/85 wechselte Thomas Schmiecher zum Oberligisten FC Carl Zeiss Jena, dem Fußballschwerpunkt im DDR-Bezirk Gera. Unter Trainer Dietmar Pfeifer kam der Instandhaltungsmechaniker zunächst nicht in der Oberliga zum Einsatz. Erst als Pfeifer nach fünf Spieltagen durch Lothar Kurbjuweit ersetzt wurde, erhielt Schmiecher seine Chance und wurde bis zum Saisonende in 15 Oberligaspielen aufgeboten. Dabei spielte er aber wieder auf wechselnden Positionen als Abwehr- und Mittelfeldspieler. In der Begegnung des 13. Spieltages FCC – Dynamo Dresden (4:0) erzielte er mit dem Treffer zum 1:0 sein einziges Oberligator. Daneben kam er in der DDR-Liga-Mannschaft FCC II zu neun Einsätzen, in denen er ebenfalls ein Tor erzielte. Für die Saison 1985/86 plante der FC Carl Zeiss zwar weiter mit Schmiecher in der Oberliga, dieser spielte dort aber nur in neun Punktspielen, dagegen in der 2. Mannschaft 14-mal in 34 Ligaspielen. 1986/87 sollte Schmiecher in der Oberliga als Mittelfeldspieler eingesetzt werden, tatsächlich wurde er ausschließlich vom 9. bis zum 13. Oberligaspieltag in der Abwehr aufgeboten. Dagegen war er in der 2. Mannschaft des FCC mit 23 Einsätzen Stammspieler.
Aufgrund der fehlenden Oberligaperspektive trennte sich der FC Carl Zeiss Jena im Sommer 1987 von Thomas Schmiecher. Dieser wechselte zur Ligaaelf der BSG Sachsenring Zwickau. Dort wurde er als Abwehrspieler in 32 der 34 Ligaspiele eingesetzt und erzielte dabei ein Tor. Er war damit maßgeblich auf Aufstieg der Zwickauer in die Oberliga beteiligt. Es gelang Schmiecher jedoch wieder nicht, sich in der höchsten Spielklasse zu behaupten, als Abwehrspieler bestritt er immer wieder in unregelmäßigen Abständen bis zur Winterpause nur sieben der dreizehn Oberligaspiele. Anschließend endete nach 36 Oberligaspielen mit einem Tor und 151 Ligapartien mit vier Toren seine Karriere in den obersten beiden Spielklasse. Im Sommer 1989 wechselte Schmiecher in die drittklassige Bezirksliga Gera zur BSG Elektronik Gera.